# Mauricio Reinoso
Pour les articles homonymes, voir Reinoso (homonymie).
Mauricio Javier Reinoso Fabara, né le 16 mars 1967, est un ancien arbitre équatorien de football, qui débuta en première division équatorienne en 1994, reçut son accréditation internationale de 1996 à 2008.  

## Carrière
Il a officié dans une compétition majeure : 
- Copa América 2007 (2 matchs)